# Psychologie et Alchimie

« Certes, l'alchimie a aussi ce côté, et c'est dans cet aspect qu'elle constitua les débuts tâtonnants de la chimie exacte. Mais l'alchimie a aussi un côté vie de l'esprit qu'il faut se garder de sous-estimer, un côté psychologique dont on est loin d'avoir tiré tout ce que l'on peut tirer »

— C. G. Jung

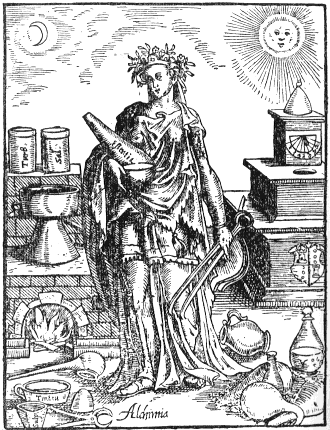

Psychologie et Alchimie (Psychologie und Alchemie) est un ouvrage du psychiatre et psychanalyste Carl Gustav Jung publié originellement en 1944 et en français en 1952, présentant ses analyses de la symbolique alchimique. Jung voit dans l'alchimie un terreau pertinent permettant de comparer les archétypes, et illustrant le concept d'individuation.
Il présente également près de 270 illustrations alchimiques. L'ouvrage a été traduit en français par Henry Pernet et Roland Cahen.

## Contexte
Ce sont les recherches de Jung sur la mythologie et les religions du monde qui l'emmènent, dès 1944, vers la tradition alchimique européenne, de l'Antiquité tardive jusqu'à la Renaissance. Il y découvre un fondement à sa psychologie analytique : « Il nous apparaît aujourd'hui avec évidence que ce serait une impardonnable erreur de ne voir dans le courant de pensée alchimique que des opérations de cornues et de fourneaux. Certes, l'alchimie a aussi ce côté, et c'est dans cet aspect qu'elle constitua les débuts tâtonnants de la chimie exacte. Mais l'alchimie a aussi un côté vie de l'esprit qu'il faut se garder de sous-estimer, un côté psychologique dont on est loin d'avoir tiré tout ce que l'on peut tirer : il existait une « philosophie alchimique », précurseur titubant de la psychologie la plus moderne. Le secret de cette philosophie alchimique, et sa clé ignorée pendant des siècles, c'est précisément le fait, l'existence de la fonction transcendante, de la métamorphose de la personnalité, grâce au mélange et à la synthèse de ses facteurs nobles et de ses constituants grossiers, de l'alliage des fonctions différenciées et de celles qui ne le sont pas, en bref, des épousailles, dans l'être, de son conscient et de son inconscient », une mise en image et une parabole de l'évolution de l'individu sur le chemin de l'individuation : « J'ai vu très rapidement que la psychologie analytique se recoupait singulièrement avec l'alchimie. Les expériences des alchimistes étaient mes expériences et leur monde était, en un certain sens, mon monde. Pour moi, cela fut naturellement une découverte idéale, puisque, ainsi, j'avais trouvé le pendant historique de la psychologie de l'inconscient. Celle-ci reposait dorénavant sur une base historique. »

## Ouvrages étudiés
C'est à partir des œuvres alchimiques du Moyen Âge et de la Renaissance (les traités de Michael Maier comme Atalante fugens, ceux de Johann Valentin Andreae, Les Noces Chymiques de Christian Rosenkreutz, et les écrits de Gérard Dorn, surtout) mais aussi des époques antérieures (Pythagore et le célèbre traité fondateur de la Table d'émeraude attribuée à Hermès Trismégiste) et contemporaines (Fulcanelli notamment) que Jung trouve la justification de ses modèles psychologiques. En effet, il voit dans la recherche de la « lapis philosophicae », la Pierre philosophale, la métaphore du cheminement de l'esprit vers davantage d'équilibre, vers une réalisation pleine et complète, le « Soi ». Pour Jung toute la recherche de la transmutation du plomb en or n'a servi, au cours de l'histoire, qu'à représenter ce besoin psychique humain, et à en préserver les règles et processus, et la connaissance des menaces de la société de l'époque (l'Inquisition notamment). Jung est ainsi connu pour être un des rares psychothérapeutes à s'être appuyé sur l'alchimie pour en déterminer les parallèles avec la psychologie, celle de la recherche de l'« anthropos » ou « homme total », auquel Jung donne le nom de « Soi »).

## Composition
L'ouvrage compile plusieurs études et conférences de Jung, sur l'alchimie et son implication psychologique.